# Sas de Gand
Pour les articles homonymes, voir Sas et Gand.
Sas-de-Gand (en néerlandais : Sas van Gent ou Sas-van-Gent, zélandais : Sas) est une localité appartenant à la commune néerlandaise de Terneuzen, située dans la province de Zélande, dans la région de Flandre zélandaise sur la frontière entre la Belgique et les Pays-Bas.
Le 1er janvier 2013, la localité comptait 3 615 habitants.

## Géographie

### Situation
Le canal Gand-Terneuzen passe par la ville de Sas-de-Gand, juste avant la frontière se situe l'écluse. Sas-de-Gand se situe à 20 km au nord de Gand, et à 30 km au sud de Flessingue.

## Histoire
Sas-de-Gand a également été une commune indépendante jusqu'au 1er janvier 2003, date de son rattachement à Terneuse. L'ancienne commune couvrait une superficie de 63,65 km2, dont 3,02 km2 d'eau et comprenait les villages de Philippine, Westdorpe et Zandstraat qui font aujourd'hui tous partie de la commune de Terneuse.

## Démographie

### Historique de la population
| Année | Ville |
| ----- | ----- |
| 2000  | 3.854 |
| 2009  | 3.653 |
| 2013  | 3.615 |

## Personnalités liées à la commune
- Raymonde Vergauwen (1928-2018), nageuse belge.